# Johan (Läma)
Johan (Läma), död 1273, var en svensk riddare.

## Biografi
Johan (Läma) var riddare och avled 1273.

### Egendom
Johan ägde gods i Norrvidinge härad i Småland.

### Familj
Johan  var gift och fick sönerna riddaren, riksrådet och lagmannen Tuke Jonsson (Läma) (död 1321) i Tiohärads lagsaga, riksrådet och marsken Håkan Jonsson (Läma) och domprosten Mattias Jonsson (Läma) i Växjö.